# Pepper (Band)
Pepper ist eine Skaband, ursprünglich aus Kailua-Kona, seit einiger Zeit in Südkalifornien lebend. Sie spielen einen Mix aus Reggae, Dub und Ska. Die ersten Alben der Band erschienen bei Volcom Entertainment.

## Bandgeschichte
Nachdem Pepper verschiedene Konzerte auf Hawaii gab, zeigte das Label Volcom Entertainment Interesse an der Band und Pepper brachte unter dessen Produktion das erste Album Give'N It raus, das man als eine eigentümliche Mischung aus Ska, Reggae, Punk, Dancehall, Hip-Hop und Pop bezeichnen kann. Mit dem Erfolg von Give'N It'After schaffte die Band einen Auftritt bei der Warped Tour 2001.
Nach der ausgiebigen Tour ging Pepper mit Steve Kravac (produzierte u. a. Less Than Jake und MxPx) ins Studio und nahmen das zweite Album Kona Town, welches im März 2002 erschien, auf. Mit Kona Town begann Pepper’s Musikrichtung sich mit zugefügten Insel Tönen zu entwickeln. Das Lied Give It Up erschien als Single.
Am 20. März 2007 brachte Pepper die erste Kompilation To Da Max u. a. mit B-Seiten. Pepper traten auf allen Konzerten der Warped Tour 2007 auf.
Im Jahr 2008 spielten die Band als Support für die Amerikanische Folk-Punk-Band Flogging Molly auf deren Tour.

## Diskografie

### Alben
- 2000: Give’n It (Cornerstone Ras Inc.)
- 2002: Kona Town (Volcom Entertainment)
- 2004: In With the Old (Volcom Entertainment)
- 2006: No Shame (Law Records)
- 2007: To Da Max (Law Records)
- 2008: Pink Crustaceans & Good Vibrations (Law Records)
- 2013: Pepper (The Island Def Jam Music Group)
- 2016: Ohana (Law Records)
- 2019: Local Motion (Law Records)

### Lieder
- 2002: Stone Love (US: Gold)[1]

### Videoalben
- Pepper LIVE (Volcom Entertainment)
- Searching for the Haj (Law Records)